# Václav Pilař
Václav Pilař (* 13. Oktober 1988 in Chlumec nad Cidlinou) ist ein tschechischer Fußballspieler.

## Vereinskarriere
Pilař begann mit dem Fußballspielen bei SK Prevysov und wechselte 1997 zu RSK Cidlina Novy Bydzov und 2003 zum FC Hradec Králové. Dort gehörte er ab der Saison 2006/07 zum Profikader des damaligen Zweitligisten. In der Spielzeit 2009/10 trug Pilař mit zehn Treffern zum Aufstieg seines Klubs in die Gambrinus-Liga bei. In seiner ersten Saison in der höchsten tschechischen Spielklasse gelangen Pilař drei Tore in 28 Spielen. Zur Saison 2011/12 wechselte er auf Leihbasis zum amtierenden tschechischen Meister Viktoria Pilsen.
Zur Saison 2012/13 wechselte er zum VfL Wolfsburg.
Nachdem er in Wolfsburg verletzungsbedingt auf keinen Einsatz gekommen war, wurde Pilař für die Saison 2013/14 mit anschließender Kaufoption an den SC Freiburg ausgeliehen. Am 19. Oktober 2013, nach einer mehr als einjährigen verletzungsbedingten Pause, gab er sein Debüt in der ersten Bundesliga für den SC Freiburg beim 0:0 gegen Werder Bremen.
Zur Saison 2014/15 kehrte Pilař – zunächst auf Leihbasis – in die Synot Liga zu Viktoria Pilsen zurück. Nach 16 Einsätzen, in denen ihm zwei Treffer gelangen, zog Viktoria Pilsen die Kaufoption und band Pilař bis zum 30. Juni 2017 an den Klub. Im Mai 2017 verlängerte Pilař seinen Vertrag bei Viktoria Pilsen bis 2019.

## Nationalmannschaft
Bereits in den Auswahlmannschaften U-18, U-19 sowie U-21 eingesetzt, debütierte Pilař am 4. Juni 2011 beim Kirin-Cup im Spiel gegen Peru in der tschechischen A-Nationalmannschaft. Seinen ersten Treffer erzielte er am 11. November 2011 im EM-Qualifikations-Play-off beim 2:0-Heimerfolg der Tschechen gegen Montenegro.

## Erfolge
- Tschechischer Meister 2016 mit Viktoria Pilsen